# Mouriri acutiflora
Mouriri acutiflora är en tvåhjärtbladig växtart som beskrevs av Charles Victor Naudin. Mouriri acutiflora ingår i släktet Mouriri och familjen Melastomataceae.
Artens utbredningsområde är Surinam. Inga underarter finns listade i Catalogue of Life.